# Zonopterus rugosus
Zonopterus rugosus là một loài bọ cánh cứng trong họ Cerambycidae.